# Turbonilla sanctorum
Turbonilla sanctorum är en snäckart som beskrevs av Dall och Bartsch 1909. Turbonilla sanctorum ingår i släktet Turbonilla och familjen Pyramidellidae. Inga underarter finns listade i Catalogue of Life.